# کیم مین ته
کیم مین ته (کره‌ای: 김민태؛ زادهٔ ۲۶ نوامبر ۱۹۹۳) بازیکن فوتبال اهل کره جنوبی است.
از باشگاه‌هایی که در آن بازی کرده است می‌توان به باشگاه فوتبال وگالتا سندای اشاره کرد.
وی همچنین در تیم ملی فوتبال زیر ۲۳ سال کره جنوبی بازی کرده است.